# الهواتف الذكية وسلامة المشاة

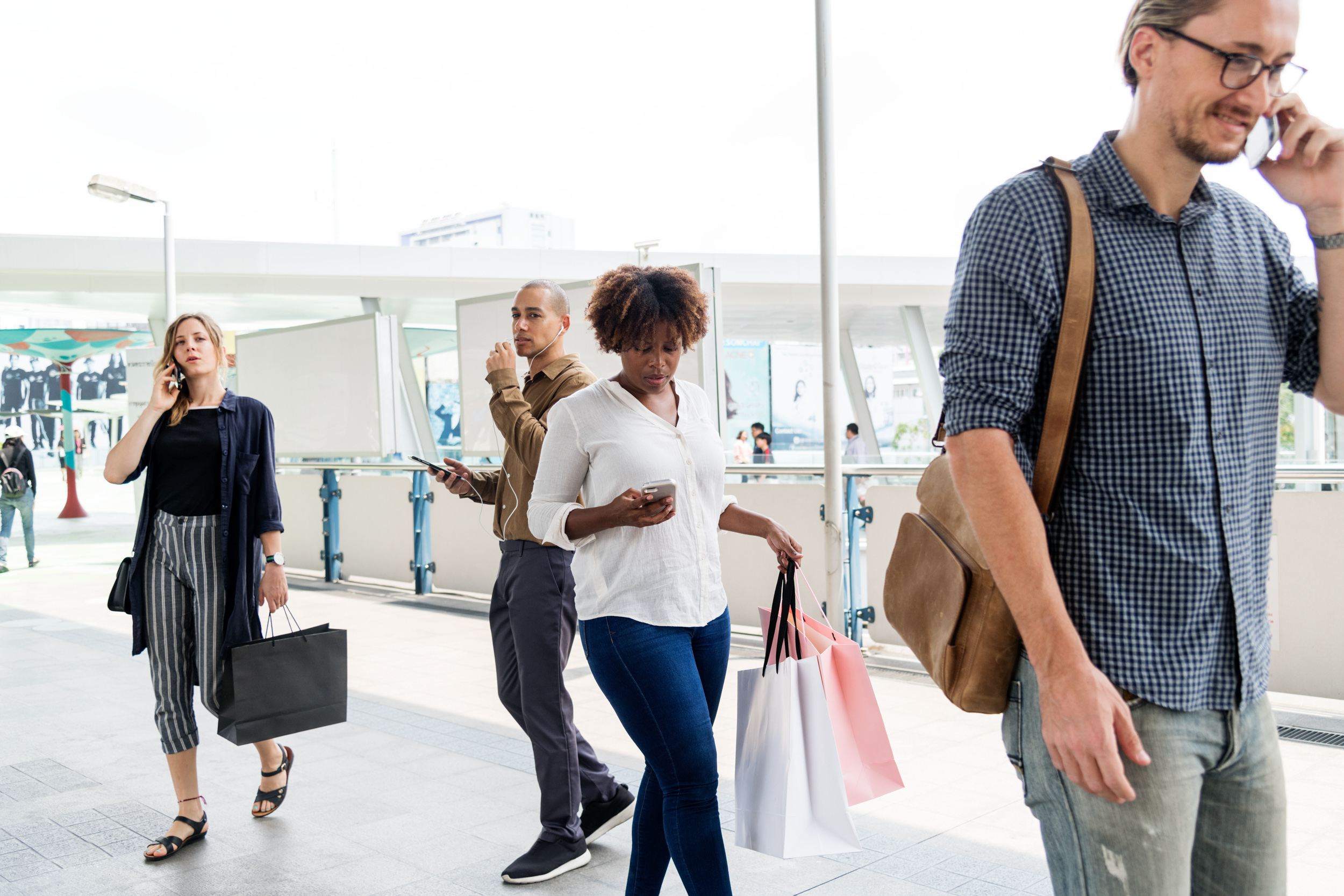
الأشخاص الذين يستخدمون الهواتف أثناء المشي

تمت ملاحظة مخاطر تتعلق بالسلامة نتيجة سير المشاة ببطء ودون انتباه لما حولهم بسبب تركيزهم على هواتفهم الذكية . فقد يتعثر المشاة الذين يرسلون رسائل نصية على الأرصفة، أو يسيرون أمام السيارات، أو يصطدمون بالمشاة الآخرين. يُقدر مجال الرؤية لدى مستخدم الهاتف الذكي بنحو 5% فقط من مجال رؤية المشاة العاديين.
اتخذت بعض المدن تدابير تصميمية لجعل الشوارع أكثر أمانًا للمشاة غير المنتبهين، بما في ذلك أضواء مدمجة في الأرصفة، ومسارات مخصصة للمشاة الذين يستخدمون الهواتف الذكية.
استخدام المصطلح السلبي "زومبي الهاتف الذكي" لوصف مستخدمي الهواتف غير المنتبهين؛  وقد تم دمج هذا التعبير باللغة الألمانية ليصبح "smombie" يوقد استخدم أحيانًا في اللغة الإنجليزية. في هونج كونج، يُطلق على مستخدمي الهواتف هؤلاء اسم "داي تاو جوك" ("قبيلة الرأس لأسفل"). تناولت مراجعة أجريت عام 2017 مصطلح الثقافة الشعبية فيما يتعلق بالتشخيصات الطبية لاضطراب إدمان الإنترنت وأشكال أخرى من الإفراط في استخدام الوسائط الرقمية .

## استخدام الهاتف المحمول بشكل إشكالي
أظهرت مراجعة منهجية أُجريت عام 2023 وشملت 47 عينة من 45 دراسة تناولت العلاقة بين الاستخدام المفرط للهاتف المحمول وسلامة الطرق، أن هذا الاستخدام المفرط يرتبط بزيادة خطر استخدام الهاتف أثناء التواجد على الطريق، وزيادة خطر حوادث التصادم بين المركبات، وكذلك حوادث اصطدام أو تعثر المشاة.

## التصميم الحضري

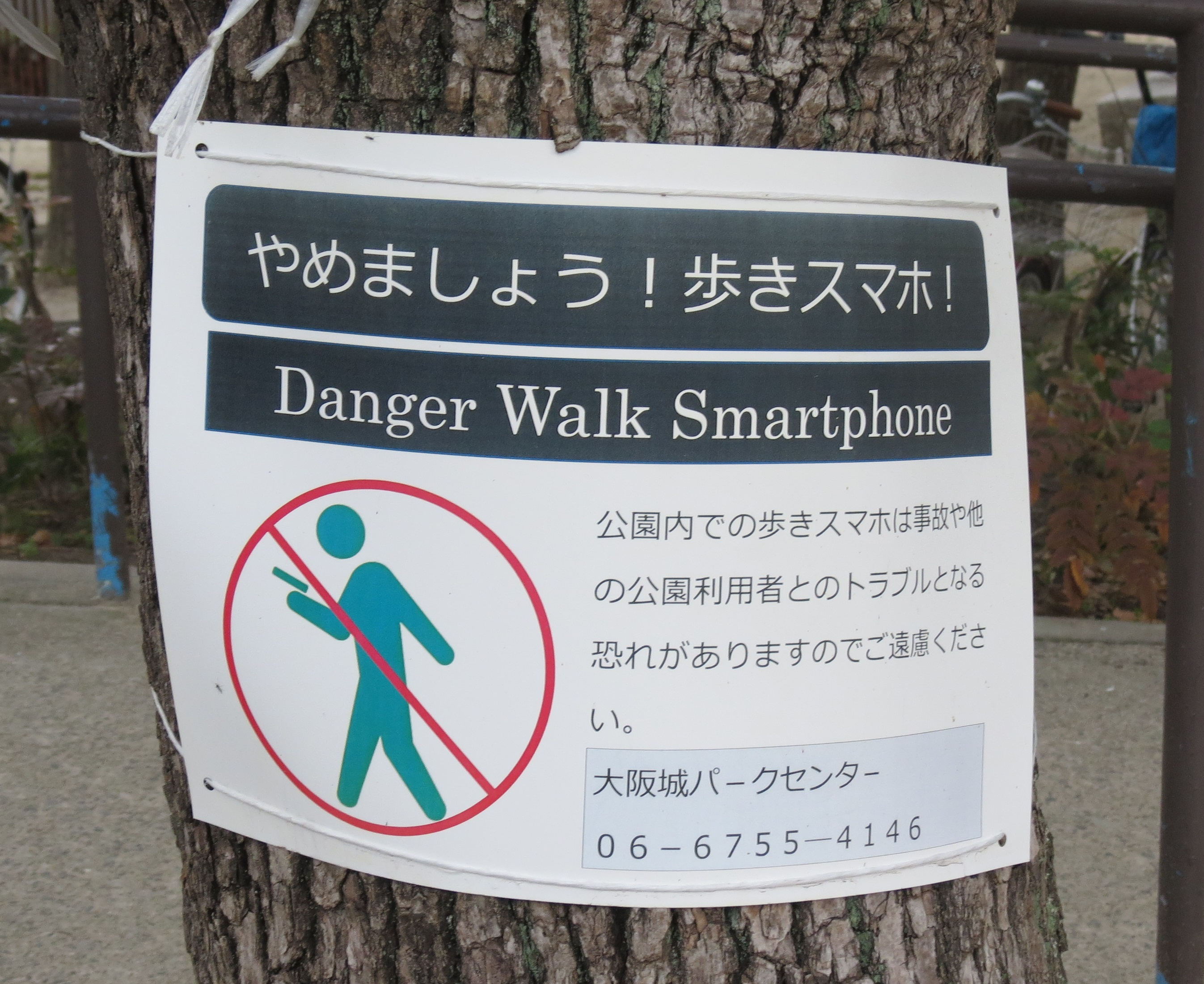
علامة تحذير في أوساكا

في تشونغتشينغ ، الصين، أنشأت الحكومة في عام 2014 رصيفًا مخصصًا لمستخدمي الهواتف الذكية، يفصل بين مستخدمي الهواتف عن غير مستخدميها.تم تقديم مخطط مماثل في أنتويرب في العام التالي.
في أوغسبورغ ، وبوديجرافن ، وكولونيا ، تم تركيب إشارات مرور أرضية مدمجة في الأرصفة لتكون أكثر وضوحًا للمشاة المنشغلين، بينما تقوم إشارات المرور عند تقاطع في زغرب الضوء الأحمر إلى الأسفل، مما ينتج عنه وهج على شاشات الهواتف الذكية.

في سيول، وُضعت إشارات تحذيرية على الأرصفة عند التقاطعات الخطرة بعد تسجيل أكثر من ألف حادث مروري في كوريا الجنوبية في عام 2014 بسبب الهواتف الذكية. كما قامت المدينة بتنفيذ إشارات مرور مدمجة في الأرض لإيصال الإشارة إلى المشاة حتى لو كانوا منغمسين تمامًا في تجربة هواتفهم الذكية.

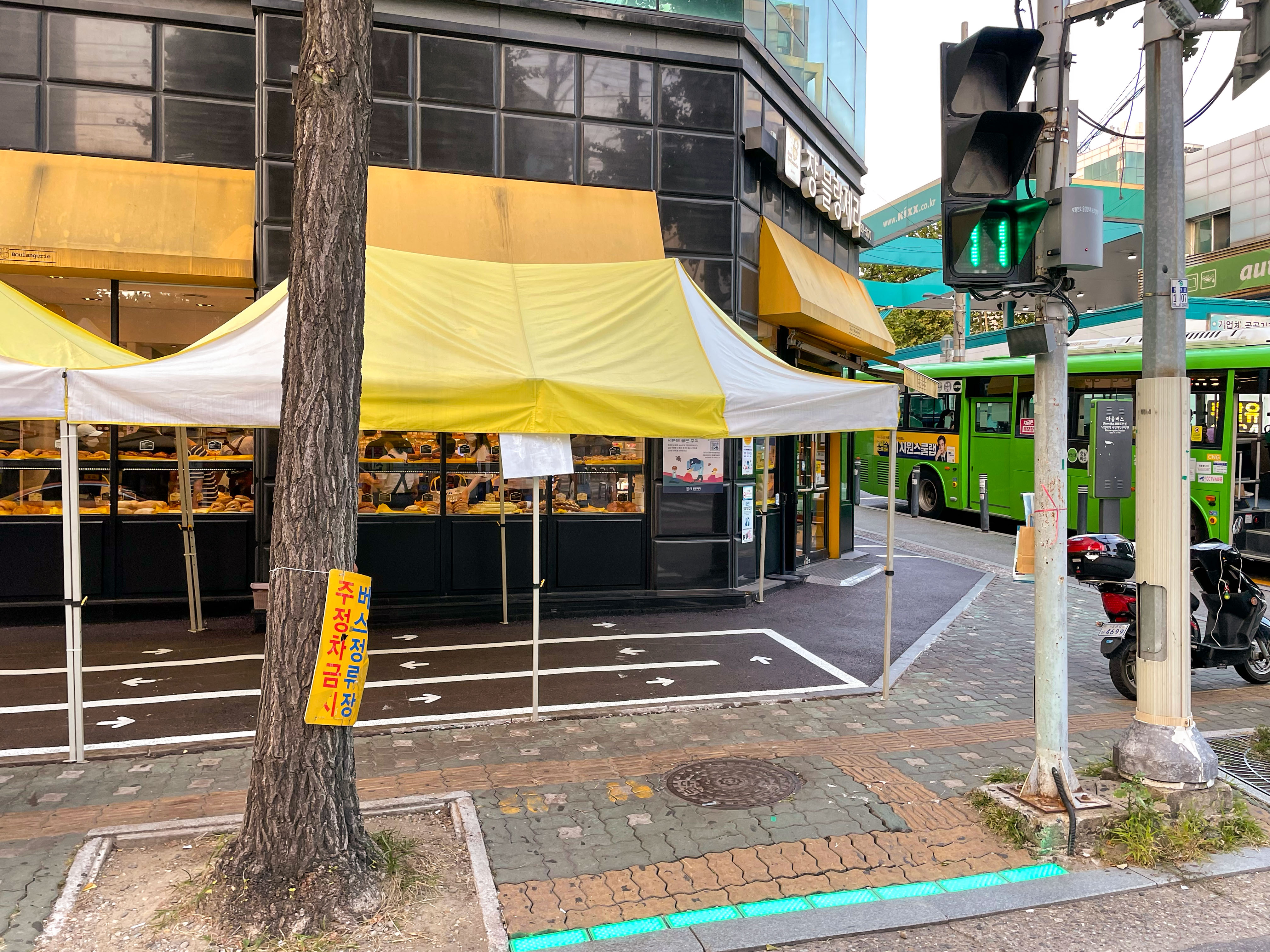
ضوء رصيف باللون الاخضر في سيول
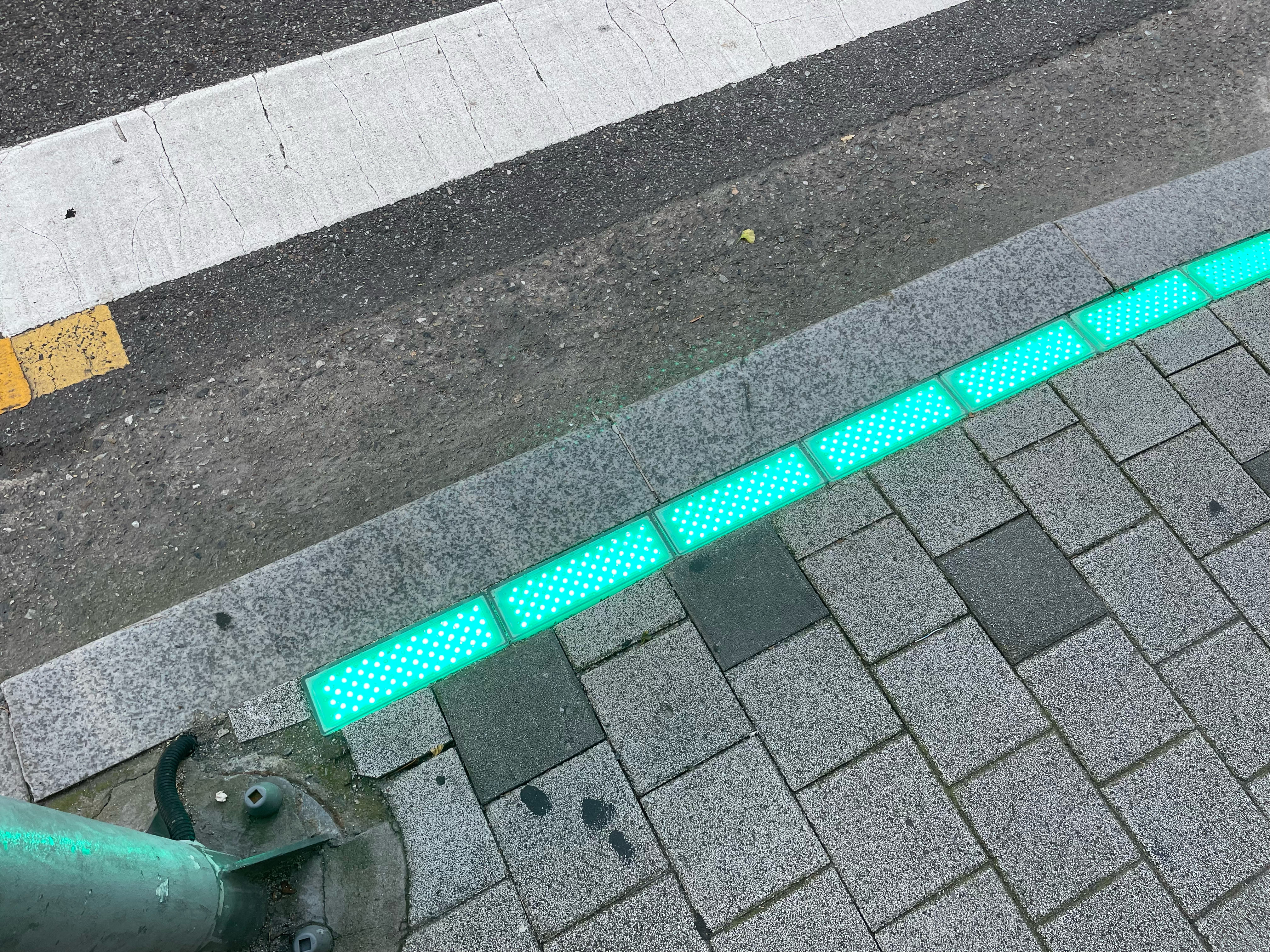
ضوء رصيف سيول عن قرب باللون الأخضر
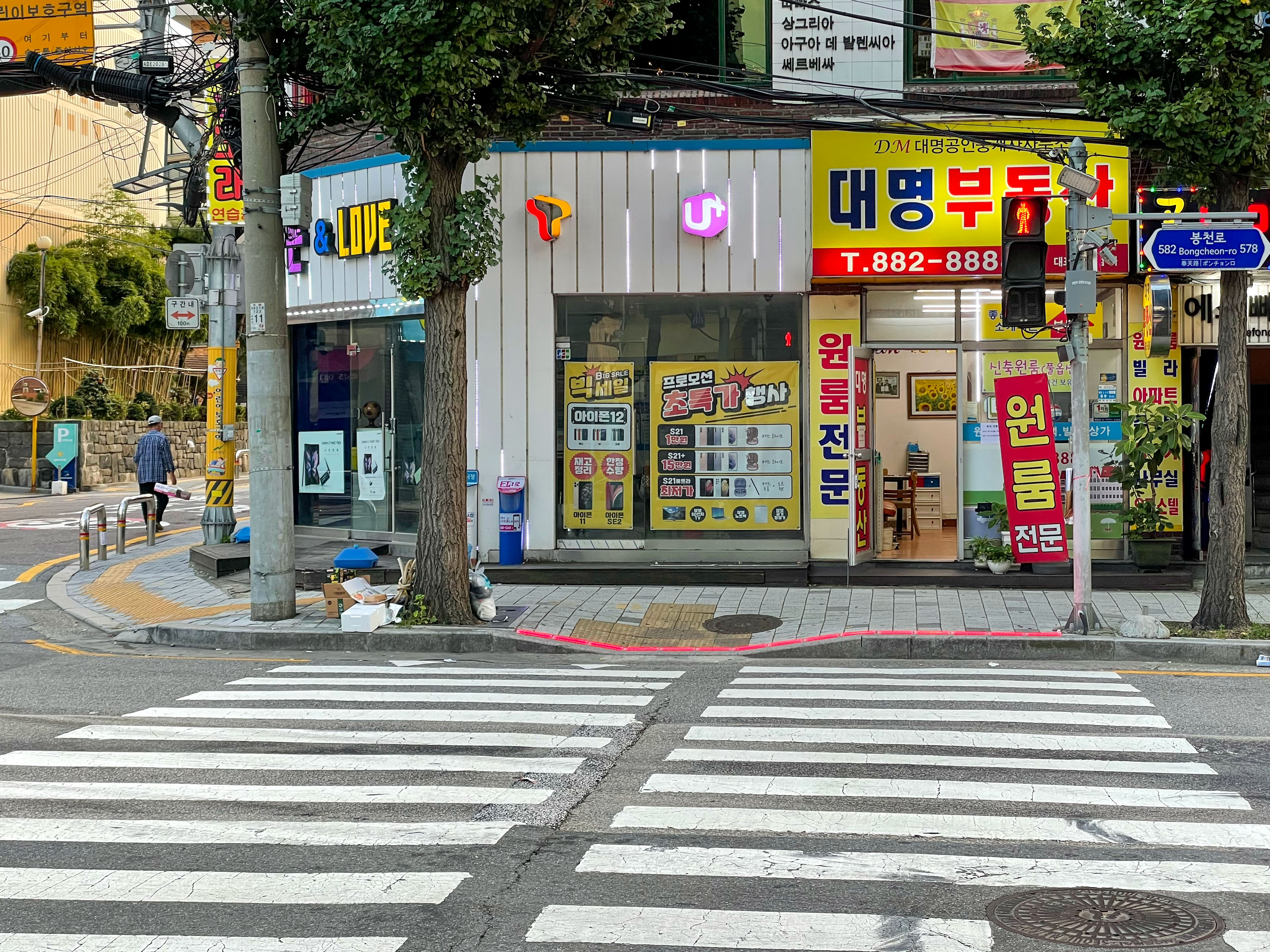
ضوء رصيف سيول باللون الأحمر
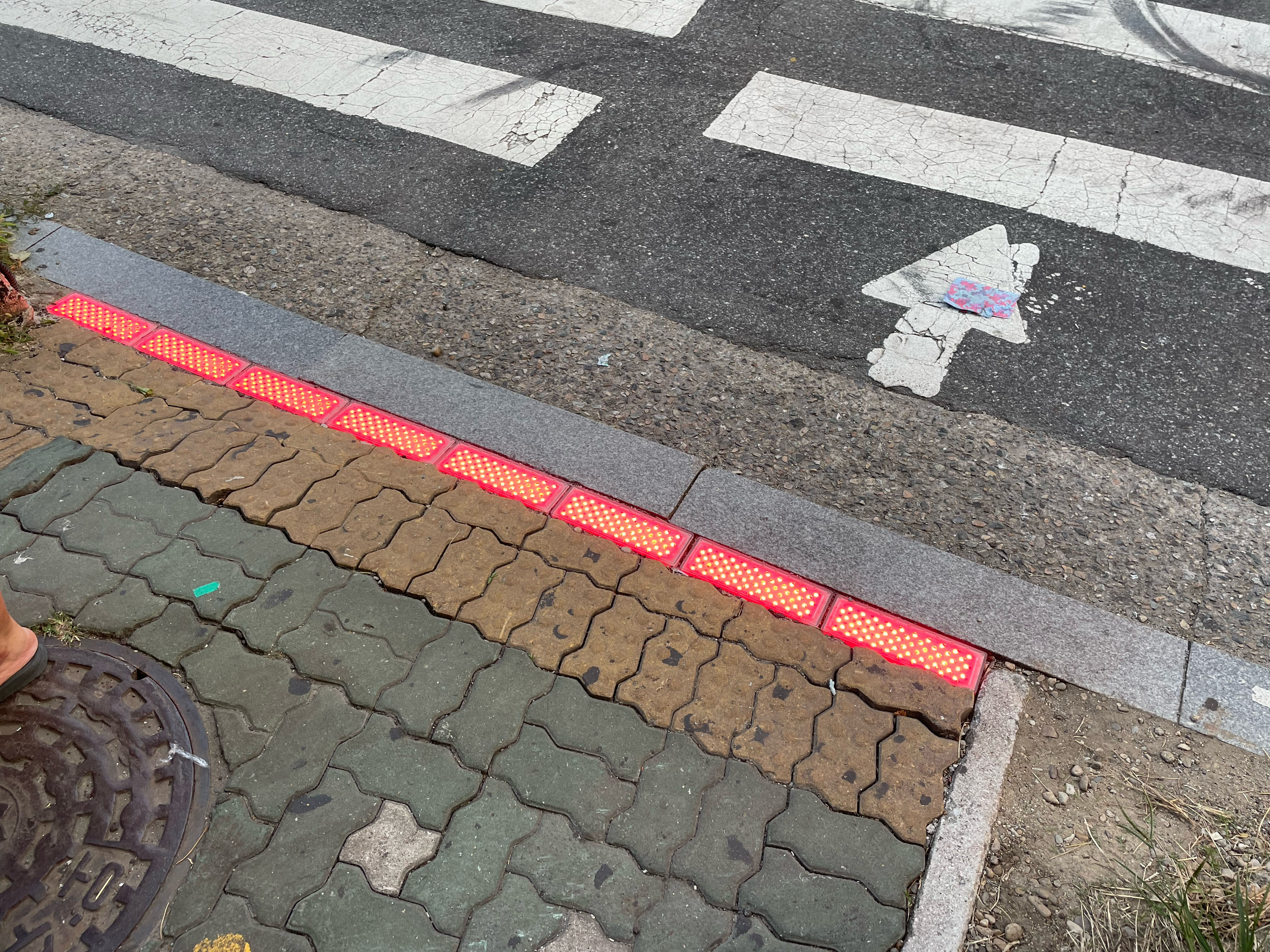
عن قرب ضوء الرصيف في سيول باللون الأحمر

## تكنولوجيا الهاتف
يمكن استخدام تطبيق يستعمل كاميرا الهاتف لجعل الشاشة تبدو شفافة، بهدف توفير المستخدم إلى المخاطر المحتملة.

## التدابير القانونية
في أكتوبر2017، فرضت مدينة هونولولو في ولاية هاواي غرامة على المشاة الذين ينظرون إلى هواتفهم الذكية أثناء عبور الطريق. وفي عام 2019، أصدرت الصين عقوبات على "الأنشطة التي تؤثر على المركبات أو المشاة الآخرين" وتم تغريم امرأة بمبلغ 10 يوان في مدينة ونتشو .

## في الخيال
كتب مؤلف الخيال العلمي راي برادبري عن انشغال الناس بالتكنولوجيا المصغرة في الخمسينيات القرن الماضي، في قصصه مثل The Pedestrian و Fahrenheit 451. في عام 1958، وصف مشهدًا في بيفرلي هيلز لزوجين يمشيان، وكانت المرأة تستمع إلى راديو ترانزستور صغير " غافلة عن الرجل والكلب، وتستمع إلى الرياح البعيدة والهمسات وصراخ المسلسلات التلفزيونية، وتمشي أثناء النوم، ويساعدها زوجها على الصعود والنزول من الأرصفة والذي ربما لم يكن موجودًا هناك".